# André Maschinot
André Maschinot (* 28. Juni 1903 in Valdoie; † 10. März 1963) war ein französischer Fußballspieler auf der Position eines Stürmers. Er war zuletzt für den Verein FC Sochaux und die französische Fußballnationalmannschaft aktiv.

## Karriere

### Verein
Seine Vereinskarriere verbrachte Maschinot in seiner französischen Heimat. Er begann seine Laufbahn mit 19 Jahren bei US Belfort etwa vier Kilometer nördlich seiner Heimatstadt in der regionalen Meisterschaft des Bezirks Bourgogne-Franche-Comté. Für den Verein lief er bis 1927 auf, konnte jedoch keine Meisterschaft während dieser Zeit gewinnen. Zur Saison 1927 wechselte er zum AS Strasbourg und erreichte mit der Mannschaft den dritten Platz in der Meisterschaft. Ein Jahr später folgte der Titel des Vizemeisters hinter den FC Mulhouse. Nach zwei Jahren im elsässischen Straßburg, schloss er sich 1929 den erst ein Jahr zuvor gegründeten FC Sochaux, den „Werksklub“ des Autoherstellers Peugeot, an. Hier gewann in der Saison 1930/31 seinen ersten Vereinstitel, im Vorläufer der französischen Liga. 1935 gewann er zusammen mit den Sturmduo André Abegglen und Roger Courtois, die 59 der 94 Saisontore des Vereins erzielten, seine erste französische Meisterschaft. Nach 8 Jahren in Sochaux beendete er 1937 mit der Vizemeisterschaft und den Pokalsieg im Coupe de France seine aktive Karriere.

### Nationalmannschaft
Maschinot gab sein Debüt für die französische Fußballnationalmannschaft am 24. April 1927 im Freundschaftsspiel gegen Italien. Der Stürmer wurde zwischen 1927 und 1930 zweimal für Freundschaftsspiele berufen, gegen Portugal (2:0) und die Schweiz (3:3), in die Nationalmannschaft berufen. Dazu kam ein Länderspiel im Sommer 1930 gegen Brasilien (3:2) in Rio de Janeiro. Zusammen mit den Vereinsgefährten Étienne Mattler und den Brüdern Lucien und Jean Laurent wurde Maschinot von Nationaltrainer Raoul Caudron in das französische Aufgebot zur Fußball-Weltmeisterschaft 1930 in Uruguay berufen. Im Vorrundenspiel gegen Mexiko erzielte er beim 4:1-Sieg Frankreichs seine einzigen beiden Tore für die Nationalmannschaft. Damit war er der erste Spieler, der bei einer Fußballweltmeisterschaft zwei Tore in einem Spiel erzielte. Seinen letzten Einsatz absolvierte er zwei Tage später am 15. Juli 1930 gegen die Auswahl von Argentinien (1:0).

### Erfolge
Verein
- Französischer Regionalmeister: 1931
- Französischer Meister: 1935
- Französischer Pokalsieger: 1937